# (Everything I Do) I Do It for You
(Everything I Do) I Do It for You – utwór kanadyjskiego piosenkarza Bryana Adamsa napisany przez niego samego we współpracy z Michaelem Kamenem i Robertem Johnem „Muttem” Langem. Piosenka promowała dwa albumy: oficjalną ścieżkę dźwiękową do filmu Robin Hood: Książę złodziei oraz szóstą płytę studyjną Adamsa, zatytułowaną Waking Up the Neighbours (1991).
Utwór zyskał międzynarodową popularność i był notowany na wielu światowych listach przebojów. W Wielkiej Brytanii spędził szesnaście tygodni na pierwszym miejscu notowania UK Singles Chart, dziewięć tygodni na szczycie kanadyjskiej liście Canadian Singles Chart oraz siedem tygodni na pierwszym miejscu amerykańskiej listy tygodnika „Billboard”, Hot 100. To samo czasopismo uznało utwór za „Piosenkę numer 1 roku”. Singiel sprzedał się na świecie w nakładzie ponad 15 milionów egzemplarzy, zostając najbardziej dochodową piosenką z repertuaru Adamsa oraz jednym z najlepiej sprzedających się singli w historii.
W 1992 roku utwór został wyróżniony nagrodą Grammy w kategorii „Najlepsza piosenka napisana do filmu lub telewizji”, a także zdobył nominację do Nagrody Akademii Filmowej w kategorii „Najlepsza piosenka”.
Do piosenki nagrano teledysk, którego reżyserem został Julien Temple.
Utwór doczekał się wielu wersji nagranych przez innych wykonawców, takich jak m.in. irlandzki zespół muzyczny Fatima Mansions czy amerykańska piosenkarka Brandy. Jej wersja utworu dotarła do 28. miejsca nowozelandzkiej listy przebojów. Swoją wersję nagrała też m.in. niemiecka piosenkarka Joana Zimmer na potrzeby swojej płyty pt. Not Looking Back.